# Šentrupert (Braslovče, Slovenija)
Šentrupert je naselje u slovenskoj Općini Braslovči. Šentrupert se nalazi u pokrajini Štajerskoj i statističkoj regiji Savinjskoj. 

## Stanovništvo
Prema popisu stanovništva iz 2002. godine naselje je imalo 145 stanovnika.